# مديرية كاياو
مديرية كاياو (بالإنجليزية: Callao District)‏  هي المستوى الثالث من التقسيم الإداري في بيرو، تتبع مقاطعة كالاو.

## الموقع
تشترك في الحدود مع:
- Ventanilla District [الإنجليزية]‏
- Bellavista District [الإنجليزية]‏
- La Perla District [الإنجليزية]‏
- Carmen de la Legua Reynoso District [الإنجليزية]‏
- San Martín de Porres District [الإنجليزية]‏
- مديرية ليما
- La Punta District [الإنجليزية]‏.

## أعلام
- كلاوديو بيتزارو